# California (Colombia)
California è un comune della Colombia facente parte del dipartimento di Santander.
Il centro abitato venne fondato nel 1820.